# Herb powiatu sokólskiego
Herb powiatu sokólskiego – jeden z symboli powiatu sokólskiego, ustanowiony 25 listopada 2005.

## Wygląd i symbolika
Herb przedstawia na tarczy w polu czerwonym złotego sokoła z rozłożonymi skrzydłami, z głową obróconą w lewo i z dzwonkiem u lewej nogi. Jest to nawiązanie do miejscowych tradycji sokolniczych oraz nazwy powiatu.